# おしゃべり女
『おしゃべり女』（独: Die Schwätzerin）作品144は、ヨーゼフ・シュトラウスが作曲したポルカ・マズルカである。『おしゃべりや』『ゴシップ』などの訳題もある。

## 概要
ヨーゼフのポルカ・シュネル『おしゃべりなかわいい口』、兄ヨハン・シュトラウス2世の『トリッチ・トラッチ・ポルカ』などと同様に、女性のおしゃべりをテーマとした作品である。真偽は不明であるが、一説によると、当時シュトラウス楽団に「おしゃべり女」とあだ名されたメンバーがいたという。
1863年6月7日、フォルクスガルテンにおいて初演された。6月17日にシュペルル舞踏場で演奏された際に観客の拍手喝采を浴び、その6日後、再びフォルクスガルテンで演奏された際にも好評を博したという。

## ニューイヤーコンサート
ウィーンフィル・ニューイヤーコンサートへの登場は以下の通りである。
- 1950年 - クレメンス・クラウス指揮
- 1958年 - ヴィリー・ボスコフスキー指揮
- 1969年 - ヴィリー・ボスコフスキー指揮
- 1985年 - ロリン・マゼール指揮
- 2002年 - 小澤征爾指揮